# Lynchburg (Virginia)
Lynchburg is een stad in de Amerikaanse staat Virginia met (in 2016) 80.212 inwoners en een oppervlakte van 128,9 km².
Samen met 40 andere Amerikaanse steden draagt Lynchburg de titel Independent City (Onafhankelijke stad). Lynchburg ligt aan de uitlopers van de Blue Ridge Mountains en wordt daarom ook wel de "The City of Seven Hills" ('stad van de zeven heuvels') genoemd. Voorts ligt ze aan de James River.

De stad werd in 1757 gesticht door John Lynch (1740-1820) en heeft aan hem haar naam te danken. Lynch was destijds nog maar zeventien jaar oud en onderhield een veerdienst over de James River.

## Geboren
- Creed Taylor (1929-2022), jazzproducent
- Jerry Falwell (1933-2007), (tv-)predikant en christelijk schrijver
- Vinny Giles III (1943), amateur golfer
- Carl Anderson (1945-2004), (musical)acteur, bekend van Jesus Christ Superstar als Judas Iskariot
- Meg Christian (1946), folkgitariste en singer-songwriter
- Lucius Shepard (1947-2014), sciencefiction- en fantasyschrijver
- Roberta Alexander (1949), sopraanzangeres
- Nat Reeves (1955), jazzmuzikant
- Leland Melvin (1964), astronaut
- Skeet Ulrich (1970), acteur
- David Verburg (1991), atleet